# Bestune E05

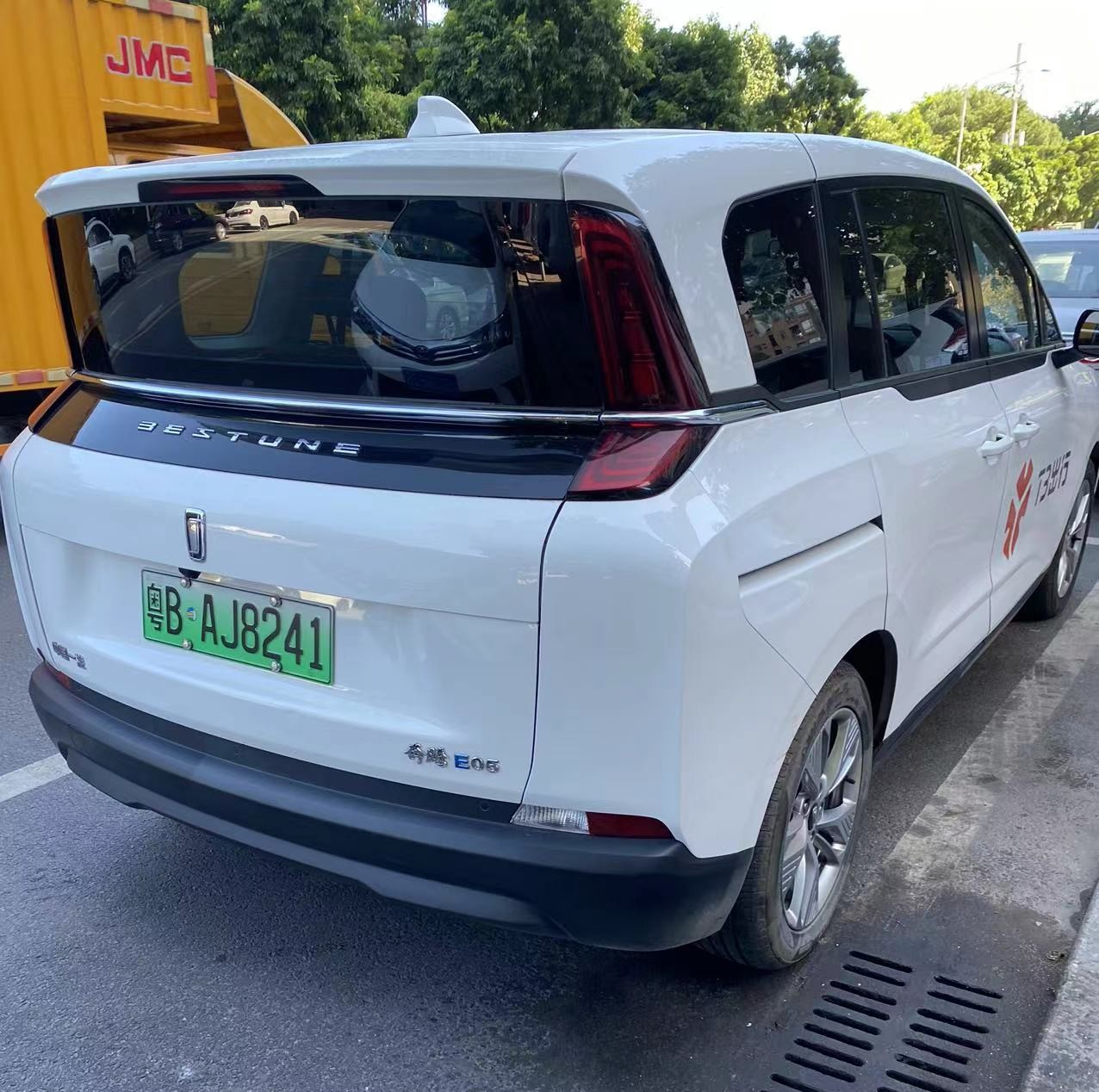
Bestune E05

El Bestune E05 (en chino, 奔騰 E05) es un compacto eléctrico vehículo multipropósito (MPV) fabricado por Bestune. Se desarrolló principalmente para servicios de transporte compartido.

## Descripción general
El Bestune E05 se mostró por primera vez en el Haikou International New Energy Vehicle and Connected Mobility Show 2021. Tiene 190 caballos de fuerza y una autonomía de 450 km. El E05 tiene unas dimensiones de 4451 mm / 1844 mm / 1681 mm. Está previsto exportarlo a Vietnam y Rusia a mediados de 2020.